# Shuttleworths Rohrkolben
Der Shuttleworth-Rohrkolben (Typha shuttleworthii), auch Grauer Rohrkolben oder Silber-Rohrkolben genannt, ist eine Pflanzenart aus der Gattung Rohrkolben (Typha) innerhalb der Familie der Rohrkolbengewächse (Typhaceae). Er ist in Europa verbreitet, aber selten und kommt auch in Westasien vor.

## Beschreibung

### Vegetative Merkmale
Der Shuttleworth-Rohrkolben wächst als sommergrüne, ausdauernde krautige Pflanze, die Wuchshöhen von 80 bis 150, selten bis zu 200 Zentimetern erreicht. Als Überdauerungsorgane bildet er unterirdische, kriechende Ausläuferrhizome. Die wechselständig am Stängel angeordneten Laubblätter überragen oft den Blütenstand. Die einfache, hellgrüne Blattspreite ist meist 7 bis 11 (5 bis 14) Millimeter breit. Sie enthält etwa ein Dutzend Luftkammern und vier kleine randliche Luftkammern (im Querschnitt sichtbar).

### Generative Merkmale
Die Blütezeit reicht von Juni bis Juli, manchmal bis August. An jedem Blütenstandsschaft befinden sich sieben bis neun Laubblätter. Der Shuttleworth-Rohrkolben ist einhäusig getrenntgeschlechtig (monözisch). Der männliche Kolbenteil ist durch Tragblätter in etwa fünf Abschnitte gegliedert und ist meist 4 bis 6 (1 bis 10) Zentimeter lang und damit etwa ein Drittel bis halb so lang wie der weibliche Kolbenteil. Ein blütenloser Abschnitt zwischen dem männlichen und dem weiblichen Kolbenteil fehlt. Der weibliche Kolbenteil ist meist 9 bis 11 (6 bis 17) Zentimeter lang.
Der weibliche Kolben ist zur Fruchtzeit durch die Oberfläche der Narben zunächst braun-schwarz, zur Fruchtreife überragen die Perigonhaare der Blüte die Narben. Er wirkt dann dadurch silbergrau überlaufen, wobei die Narbenspitzen als dunkle Punkte erkennbar sind. Die Samen sind 0,6 bis 0,9 Millimeter lang.
Die Chromosomengrundzahl beträgt x = 15 (über den Ploidiegrad ist nichts bekannt).

## Verwechslung mit anderen Arten
Der Shuttleworth-Rohrkolben ist schwer vom viel häufigeren Breitblättrigen Rohrkolben (Typha latifolia) zu unterscheiden, mit dem er oft verwechselt wird, er wird deshalb vermutlich oft übersehen. Früher wurde er oft als Unterart dieser Art angesehen. Beide Arten sind, auch nach genetischen Analysen, nahe verwandt und Schwesterarten. Wichtigste Unterscheidungsmerkmale sind: der silbergrau überlaufene weibliche Kolben, der im Verhältnis zum männlichen Kolbenteil relativ kürzer ist (Längenverhältnis männlich zu weiblich 0,3 bis 0,5, gegenüber 0,7 bis 1,2 bei Typha latifolia); die weiblichen Blüten tragen nur etwa 20 (gegenüber 30 bis 40) Perigonhaare; außerdem sind die Blätter schmaler und eher hell- als blau-grün. Die Unterscheidung ist aber schwierig und bei nicht silbergrau überlaufenen Kolben unsicher.

## Ökologie
Beim Shuttleworth-Rohrkolben handelt es sich um einen sommergrünen Hydrophyten. Es erfolgt auch vegetative Vermehrung durch Ausläufer.
Shuttleworth-Rohrkolben ist fakultativ autogam, das bedeutet Fremdbefruchtung die Ausnahme und Selbstbefruchtung ist die Regel.
Die Diaspore (Ausbreitungseinheit) wird aus der Achäne, einer einsamigen Nussfrucht, mit beständigem Griffel und den Perigonhaaren am Schwanz (Fruchtknotenstiel) gebildet.

## Vorkommen
Typha shuttleworthii kommt von Europa bis Westasien vor. Der Shuttleworth-Rohrkolben ist ein präalpines Florenelement. Er kommt von den Ostpyrenäen über Südfrankreich, den Westalpen der Schweiz, Süddeutschland und Norditalien bis Österreich, Slowenien und Nordmazedonien sowie im Vorland der Karpaten vor. Das Verbreitungszentrum liegt in den nördlichen Westalpen. Typha shuttleworthii gilt in ihrem gesamten Areal als selten. Es gibt Fundortangaben für Frankreich, Tschechien, Deutschland, Österreich, Schweiz, Polen, Italien, Slowenien, Serbien, Kroatien, Bosnien und Herzegowina, Albanien, Bulgarien, Rumänien, die Türkei, die Ukraine, den Kaukasusraum, Iran und früher auch in Ungarn.
Die wenigen deutschen Funde liegen im bayrischen und baden-württembergischen Alpenvorland. Die Vorkommen in Ostbayern (Bayerischer Wald und Oberpfalz) sind bis auf einen einzigen Fundpunkt bei Eslarn heute erloschen. Aus Baden-Württemberg waren bis vor kurzem nur noch zwei Fundorte bestätigt, in jüngerer Zeit wurde der Shuttleworth-Rohrkolben aber im Wollmatinger Ried in der temporär trockengefallenen Uferzone neu gefunden.
Auch aus dem Karpatenraum gibt es nur wenige rezente Funde. Aus der Ukraine sind zurzeit vier Fundorte in den Beskiden bekannt, auch die wenigen polnischen Nachweise sind auf die Beskiden beschränkt. In der Slowakei existieren zurzeit drei Fundorte.
Der Shuttleworth-Rohrkolben ist bodenvag und kommt sowohl auf nährstoffarmen wie auf nährstoffreichen Standorten vor. Er wurde zum Beispiel gefunden im Verlandungsgürtel von Tümpeln und Seen, in schlickgefüllten Lachen auf den Kiesbänken von Alpenflüssen, in wassergefüllten alten Torfstichen, in Feuchtwiesen und Sümpfen. Die Vorkommen sind oft individuenarm und unbeständig. Viele Fundorte liegen in vom Menschen gestörten oder sekundären Feuchtstandorten.
Shuttleworth-Rohrkolben besitzt eine weite Höhenverbreitung. Tiefster Fundpunkt in Deutschland ist der Rhein bei Wiesloch auf einer Höhenlage von 130 Metern, er kommt in Deutschland bis zu einer Höhenlage 840 Metern, in der Schweiz bis zu 750 Metern vor.
Die ökologischen Zeigerwerte nach Landolt et al. 2010 sind in der Schweiz: Feuchtezahl F = 5w+ (überschwemmt aber stark wechselnd), Lichtzahl L = 4 (hell), Reaktionszahl R = 4 (neutral bis basisch), Temperaturzahl T = 4+ (warm-kollin), Nährstoffzahl N = 4 (nährstoffreich), Kontinentalitätszahl K = 2 (subozeanisch).

## Gefährdung und Naturschutz
In der europäischen Roten Liste der Gefäßpflanzen des IUCN von 2011 wird wegen unzureichender Datengrundlage nicht bewertet (Kategorie DD: „data deficient“). In den meisten Ländern ihres Areals gilt sie als „gefährdet“ bis „vom Aussterben bedroht“. Typha shuttleworthii wird im Anhang I der Berner Konvention aufgeführt, damit sind alle Vertragsstaaten zu Schutzmaßnahmen verpflichtet. In einigen Regionen, so im bayerischen Schwaben oder in der Nordschweiz gelten die Bestände allerdings, obwohl selten, zurzeit als stabil. Aber auch im Zentrum der Verbreitung, in der Schweiz, gilt Typha shuttleworthii als „gefährdet“ (Status VU = „vulnerable“). Der Shuttleworth-Rohrkolben gilt in der Roten Liste der gefährdeten Pflanzenarten Deutschlands nach Metzing et al. 2018 unverändert zur Liste von 1998 in Gefährdungskategorie 2 als „stark gefährdet“, da bei dieser in Deutschland sehr seltenen Art ein starker Rückgang verzeichnet wird.

## Taxonomie
Die Erstbeschreibung von Typha shuttleworthii erfolgte 1844 durch Wilhelm Daniel Joseph Koch und Otto Wilhelm Sonder in Synopsis Florae Germanicae et Helveticae, 2. Auflage, S. 786. Typuslokalität ist die Aare nahe Bern und Aarau in der Schweiz. Synonyme für Typha shuttleworthii W.D.J.Koch & Sond. sind: Typha latifolia subsp. shuttleworthii (W.D.J.Koch & Sond.) Stoj. & Stef., Typha bethulona Costa, Typha transsilvanica Schur, Typha latifolia var. bethulona (Costa) Kronf., Typha latifolia var. transsilvanica (Schur) Nyman, Typha persica Ghahr. & Sanei. Das Artepitheton shuttleworthii ehrt Robert James Shuttleworth (1810–1874), der diese Art entdeckt hat.
Das Homonym Typha shuttleworthii Lehm. und die Unterart Typha shuttleworthii subsp. orientalis (C.Presl) Graebn. sind Synonyme für Typha orientalis C.Presl.

## Nutzung
Der Shuttleworth-Rohrkolben wird gelegentlich als Teichstaude in den gemäßigten Gebieten in Parks und Gärten verwendet.